# شو ايكاوا (ممثل)
شو ايكاوا (باليابانية: 哀川 翔) هو مغني وممثل ياباني، ولد في 24 مايو 1961 في اليابان.

## الأعمال

### أفلام
- الانقليس (1997)
- مسار الأفعى (1998)
- حيا أو ميتا 2: طيور (2000)
- غوزو (2003)

### ألعاب الفيديو
- ياكوزا 5 (2012) - في دور كويتشي تاكاسوجي.[6]

### الدبلجة اليابانية
- بيتر رابيت 2: ذا راناواي (2021) - في دور بارناباس.[7]

## روابط خارجية
- شو ايكاوا على موقع IMDb (الإنجليزية)
- شو ايكاوا على موقع روتن توميتوز (الإنجليزية)
- شو ايكاوا على موقع ألو سيني (الفرنسية)
- شو ايكاوا على موقع ميوزك برينز (الإنجليزية)
- شو ايكاوا على موقع أول موفي (الإنجليزية)
- شو ايكاوا على موقع قاعدة بيانات الأفلام السويدية (السويدية)
- شو ايكاوا على موقع قاعدة بيانات الفيلم (الإنجليزية)
- شو ايكاوا على موقع كينوبويسك (الروسية)